# 믿음의 승부
믿음의 승부(Facing The Giants)는 미국에서 제작된 알렉스 켄드릭 감독의 2006년 드라마 영화이다. 알렉스 켄드릭 등이 주연으로 출연하였고 알렉스 켄드릭 등이 제작에 참여하였다.

## 출연

### 주연
- 알렉스 켄드릭
- 섀넌 필즈
- 제이슨 맥로드

### 조연
- 제임스 블랙웰
- 베일리 케이브
- 트레이시 구드
- 짐 맥브라이드
- 토미 맥브라이드
- 스티브 윌리엄스
- 크리스 윌리스
- 레이 우드
- 에린 비데아

## 제작진
- 공동제작: 데이빗 닉슨
- Ass-PD: 브래드 웨스톤
- Ass-PD: 트레이시 구드